# Pleisiocypridopsis jolleae
Pleisiocypridopsis jolleae är en kräftdjursart som först beskrevs av Chapman 1963.  Pleisiocypridopsis jolleae ingår i släktet Pleisiocypridopsis och familjen Cypridopsidae. Inga underarter finns listade i Catalogue of Life.